# تامکا دیکسون
تامکا دیکسون (انگلیسی: Tamecka Dixon؛ زادهٔ ۱۴ دسامبر ۱۹۷۵) بازیکن بسکتبال اهل ایالات متحده آمریکا است.
وی در مسابقات کشوری و بین‌المللی در مجموع برندهٔ ۱ مدال طلا شده‌است.